# Erika Montero
Francy María Orrego Medina, más conocida con el seudónimo de Erika Montero (Santa Rosa de Osos, 7 de noviembre de 1960), es una ex guerrillera parte del Estado Mayor Central de las Fuerzas Armadas Revolucionarias de Colombia - Ejército del Pueblo (FARC-EP) y política colombiana del partido Comunes.

## Biografía
Su padre de joven fue un liberal y se inspiraba en Gaitán y en un guerrillero de los años 50 le llamaban Charro Negro. Tiempo después en la guerrilla se enteró de que Charro, era Jacobo Prías Alape, guerrillero comunista que había luchado junto a Manuel Marulanda cofundador de las FARC-EP. 

### Militancia en las FARC-EP
Francy María era militante de la Juventud Comunista cuando empezó la persecución del gobierno de Turbay contra todo el movimiento popular. Se decretó el estado de sitio, bajo el Estatuto de Seguridad dando facultades al presidente para crear Jefaturas y Alcaldías Militares, juzgar a líderes populares en consejos verbales de guerra, con jueces especiales que se cubrían la cara, en lo que se conoce como justicia sin rostro. Empezaron las detenciones a líderes agrarios y juveniles, sindicalistas y ante la incertidumbre Francy María Orrego el 6 de junio de 1978, a los 18 años, decidió partir con su mochila hacia las montañas del Urabá antioqueño a ingresar al Frente 5 de las FARC-EP, explica años después en una entrevista. Montero fue recibida por el comandante marquetaliano Efraín Guzmán e inmediatamente comenzó sus labores de soldado raso. En 1986, fue trasladada al Frente 34 asumiendo como comandante.
El 6 de abril de 2001 fue detenida, sometida a interrogatorio y encarcelada en Medellín por un delito de rebelión y terrorismo. Permaneció en el calabozo de una prisión para hombres durante 4 meses y 14 días, en los cuales recibía el sol solo una hora diaria de lunes a viernes, explicó de su experiencia. El 3 de diciembre de 2003 quedó en libertad reincorporándose a la guerrilla, en la que compartía militancia con su pareja y padre de su hija. En la guerrilla fue segunda al mando del Frente 49 en Nariño, fue comandante en el Bloque Noroccidental y fue miembro del Estado Mayor Central de las FARC-EP.

### Negociaciones de paz
Desde 2014 era miembro del Estado Mayor Central de las FARC-EP. Llegó a La Habana en 2015 como integrante de las Subcomisión Técnica para abordar el tercer punto de la Agenda “Fin del conflicto” y, de la Subcomisión de género. Desde agosto de 2017 es miembro de la dirección nacional del partido Fuerza Alternativa Revolucionaria del Común y forma parte del equipo al frente de la sede regional del Mecanismo de Monitoreo y Verificación en Medellín. En 2017 Erika Montero junto a Ingrid Melgarejo, de la Fuerza Aérea de Chile y Cristina Ibarra, de la Policía Nacional, están al frente de la sede regional del MMV en Medellín.Durante este proceso se encargó de coordinar con las Zonas Veredales los procesos de consultas con los guerrilleros, aunque Montero asegura que su responsabilidad más grande estará en las regiones, poniéndose al frente de los temas que tienen que ver con derechos humanos y trabajo social con las personas.

### Trayectoria política
En el congreso fundacional del partido Fuerza Alternativa Revolucionaria del Común celebrado en agosto de 2017 fue elegida miembro de la dirección nacional. Recibió 785 votos ocupando el puesto número 18 de la lista de 111 miembros. En total fueron elegidas 26 mujeres representando el 23% de la nueva dirección.
En 2018 fue objeto de un atentado en Medellín.
En la actualidad se encuentra respondiendo ante la Jurisdicción Especial de Paz (JEP).